# Sauerbraten Game Engine
Die Sauerbraten Game Engine ist eine freie Spiel-Engine, die die Grundlage für die Spiele Cube 2: Sauerbraten, Eisenstern und die kommerzielle Entwicklungstechnologie C:Über bildet.

## Überblick
Hauptentwickler ist Wouter „Aardappel“ van Oortmerssen.
Wie ihr Vorgänger, die Cube-Engine, ist die Sauerbraten Game Engine Plattform-unabhängig (derzeit GNU/Linux, Mac OS X, Microsoft Windows) und ermöglicht, Karten interaktiv zu modifizieren. Eine Besonderheit der Engine ist, dass die Karten auf Höhenfeldern basieren und hierarchische Octree-Strukturen verwenden. Dadurch kann die Repräsentation der Spielwelt stark komprimiert werden und benötigt vergleichsweise wenig Arbeitsspeicher. In den Hinweisen für Entwickler weist Oortmerssen darauf hin, dass die Idee hinter Cube und Sauerbraten immer war, den Arbeitsspeicherbedarf so gering wie möglich zu halten. Mitentwickler sollten daher die Implementierung neuer Funktionen immer in erster Linie als Herausforderung in Sachen Speicherbedarfsminimierung sehen. Als Grafik-Schnittstelle wird auf OpenGL in der Version 1.5 mit Shader-Erweiterung zurückgegriffen. Die Engine selbst ist unter der zlib-Lizenz als freie Software veröffentlicht. Die Lizenzen der anderen Komponenten weichen ab.
Die Engine verfügt über folgende Darstellungstechniken:
- Hochauflösende Texturen
- Normal Maps
- Bloom-Effekte (glühendes Licht)
- Shader
- Bumpmapping
- Ragdoll physics

## Verwendung
Die Engine findet Verwendung in:
- Sauerbraten – Einzel/Mehrspieler-First-Person-Shooter mit schnellem Gameplay
- Eisenstern – Einzelspieler-RPG, Projekt abgebrochen, Inhalte überführt in Cube 2
- Blood Frontier – Einzel/Mehrspieler-First-Person-Shooter (Entwicklung eingestellt)
- Red Eclipse – Einzel/Mehrspieler-First-Person-Shooter
- C:Über – kommerzielle Multiplattform-Spielentwicklung von Proper Games, Dundee (Schottland)
- Extended Deathmatch – eine Abspaltung, bei der besonders auf Gameplay geachtet wurde
- Platinum Arts Sandbox – ein Computerspiel-Entwicklungssystem
- The Golden Coin – ein Einzelspieler-RPG (Entwicklung pausiert)
- Police Forces – ein noch recht junger Counter-Strike-Klon verwendete in einer frühen Version die Sauerbraten Game Engine

## Abspaltung
Mit Tesseract veröffentlichte einer der Hauptentwickler von Cube 2: Sauerbraten, Lee Salzmann, 2014 einen neuen First Person Shooter. Als Grundlage diente die Sauerbraten Game Engine, welche jedoch um zahlreiche Funktionen für eine moderne, dynamische Lichtdarstellung erweitert wurde. Die Sauerbraten Game Engine bietet hierfür lediglich statische Lichteffekte, was besonders beim Erstellen von Karten störend ist, da die Lichtverhältnisse bei einer Änderung jedes Mal aufwändig und mit starker Zeitverzögerung neu berechnet werden müssen. Eine erste Version des Spiels wurde im Mai 2014 veröffentlicht. Neben der umfangreich erweiterten Grafik-Engine liegt ein Schwerpunkt des Spiels auf dem kooperativen Bearbeiten der Karte im laufenden Spielbetrieb. Vom Spielprinzip her liegen schnelle Instagib-Spielmodi im Vordergrund.

## Namensherkunft
Das Spiel verdankt seinen Titel dem gleichnamigen Gericht: Oortmerssen will das der Engine zugrunde liegende Konzept – eine flexible, auf Octrees basierende Datenstruktur – beim Sauerbratenessen ausgearbeitet haben.